# سیارک ۹۶۰۴
سیارک ۹۶۰۴ (به انگلیسی: 9604 Bellevanzuylen، نامگذاری:1991YW) نه هزار و ششصد و چهارمین سیارک کشف شده‌است که در ۳۰ دسامبر ۱۹۹۱ کشف شد.